# 李亮雨
李 亮雨（イ・ヤンウ、朝鮮語: 이양우、1932年10月5日 - ）は、大韓民国の政治家、弁護士、海軍軍人（海軍准将）。第10・11代韓国国会議員。
イ・リャンウ（漢字同じ、이량우）という表記も見られる。

## 経歴
ソウル出身。ソウル大学校法大3年中退、海軍士官学校卒業。高等考試司法科に合格し、海兵隊法務監、海軍法務官、国防部法務管理官を務めた。その後は弁護士を開業したほか、第13代法制処長（1986年1月〜1987年5月）、国会法制司法委員会幹事、韓エクアドル議員親善協会会長を務めた。